# Великая стена (фильм)
«Великая стена» (англ. The Great Wall, кит. 长城) — фильм режиссёра Чжан Имоу 2016 года совместного производства США и КНР. Съёмки начались 30 марта 2015 года в Циндао. 
«Великая стена» стала самым дорогим фильмом, полностью снятым в КНР. 
Премьера в КНР состоялась 15 декабря 2016 года, в США — 17 февраля 2017 года.

## Сюжет
Двенадцать европейских и арабских авантюристов с целью разведать секрет чёрного пороха отправляются в Китай времён правления императора Жэнь-цзуна (пр. 1022—1063). В нескольких милях к северу от Великой Китайской стены на них нападают кочевники (кидани), которые убивают несколько членов отряда. В поисках убежища европейцы прячутся в пещере, где на них нападает неизвестное существо. Из всего отряда выжили только Перо Товар и Уиллэм Гэрин, последний сумел отрубить твари лапу. На следующий день они попадают в плен к солдатам гарнизона Великой китайской стены из Безымянного ордена, которым командуют генерал Шао и советник Ван.
Единственной задачей ордена, созданного как специальное подразделение армии Сунской державы, является защита стены от чудовищ Таоте, появляющихся каждые 60 лет. Отрубленная лапа одного из этих существ приводит командование гарнизона в шок, так как очередное вторжение ожидалось через неделю. Неожиданно к стене подступает орда Таоте, на отражение штурма выдвинуты все силы ордена. В ходе кровопролитнейшего боя никто на европейцев уже не обращает внимания и их освобождает от пут сэр Баллард (прибывший в Китай 25 лет назад по аналогичной причине и все эти годы удерживаемый на стене). 
Гэрин и Товар показывают свои навыки и спасают солдата Пэн Юна, чем заслуживают уважение командующей журавлиными войсками Линь Мэй и генерала Шао.
Европейцы решают украсть из кладовых чёрный порох и сбежать со стены, пока солдаты заняты боем. 
Позже советник Ван встречается с Уиллэмом и разъясняет ситуацию: Таоте появились после падения зелёного метеорита в гору две тысячи лет назад, и считаются посланными богами для наказания императора за его алчность. Вся жизнь Безымянного ордена посвящена подготовке к отражению нового нападения этих существ каждые 60 лет.
Ночью двое Таоте проникают на стену и убивают нескольких стражей. Шао и Линь вместе с оленьими солдатами решают расследовать случившееся, но попадают в засаду. Существа убиты, но Шао умирает от полученных ран и передаёт бразды правления Линь Мэй. 
В это время из Бяньляна прибывает посланник с древним свитком, согласно которому Таоте можно умиротворить с помощью магнитов. Для проверки теории Уиллем предлагает поймать живого пожирателя, из-за чего побег европейцев откладывается на неопределённое время.
При следующей атаке, дабы одолеть многочисленные полчища Таоте, Линь приходится применить пороховые ракеты, существование которых неизвестно жителям других стран. Европейцам удаётся поймать пожирателя и подтвердить правоту свитка, существо отправляют в столицу. 
Через некоторое время под основанием стены обнаруживается туннель, который был выкопан по приказу королевы Таоте — Те — для проникновения в Бяньлян. Товар и Баллард сбегают и оглушают Гэрина, чтобы он не помешал им.
Уиллэма задерживают солдаты ордена и, несмотря на заступничество Пэн Юна, оставляют на стене. Вскоре Баллард предаёт и сбегает от Товара и натыкается на кидани, вместе с которыми погибает из-за подожжённого пороха. Самого Товара вскоре ловят оленьи войска. 
В столице посланник рассказывает императору о своей теории, но в этот момент Таоте пробуждается и даёт сигнал Те. 
Линь Мэй решает использовать воздушные шары, чтобы преследовать орду пожирателей. Перед отправкой она освобождает Уиллэма, а Ван просит его рассказать всему миру об угрозе Таоте. Однако европеец решает остаться и присоединяется к экспедиции, сев на последний шар к Пэну и Вану. К моменту их прибытия город полностью разрушен, и Ван решает убить Те, привязав взрывчатку к пленённому пожирателю, который после этого подобно другим особям будет кормить королеву. Во время операции Пэн Юн жертвует своей жизнью, спасая остальных.
Выпустив существо на свободу, Ван вместе с Линь и Уиллэмом поднимаются на башню за чёрной пороховой ракетой, которую решают использовать в качестве детонатора. Советник жертвует собой, чтобы выиграть время для Мэй и Гэрина. С помощью магнита европеец создаёт брешь в охране королевы, позволяя Линь убить её. Со смертью королевы орда монстров останавливается и впадает в анабиоз.
Гэрин отказывается от награды (пороха) ради освобождения друга, вместе с которым под охраной кавалерийского отряда отправляется в обратное путешествие домой. В это время Мэй Линь, уже ставшая генералом, смотрит на них со стены; Уиллэм говорит, что вернётся, но сначала проводит Товара домой.

## В ролях
| Актёр                    | Роль                                                                                 |
| ------------------------ | ------------------------------------------------------------------------------------ |
| Мэтт Деймон              | Уиллем Гэрин, европеец-наемник, лучник                                               |
| Энди Лау (Лю Дэхуа)      | Советник Ван, Военный советник Безымянного ордена Китая (Империя Сун)                |
| Педро Паскаль            | Перо Товар, европеец-наемник, фехтовальщик                                           |
| Уиллем Дефо              | сэр Баллард, европеец, бывший наемник, задержан на Великой стене 25 лет назад.       |
| Цзин Тянь                | Командующая Линь Мэй, Командующая Журавлиными войсками                               |
| Чжан Ханьюй              | Генерал Шао, Генерал Безымянного ордена, Командующий Медвежьими (пехотными) войсками |
| Эдди Пэн (Пэн Юйянь)     | Командующий У, Командующий Тигриными (инженерными) войсками                          |
| Лу Хан                   | Пэн Юн, Солдат Медвежьих (пехотных) войск                                            |
| Ван Цзюнькай (Кэрри Ван) | Жэнь-цзун (Чжао Чжэнь), Юный император Империи Сун                                   |
| Линь Гэнсинь(Кэнни Линь) | Командующий Чэнь, Командующий Орлиными войсками (лучники)                            |
| Чжэн Кай (Райан Чжэн)    | Министр Шэнь, Военный советник императора, ревизор                                   |
| Чэнь Сюэдун (Чени Чэнь)  | Офицер Дворцовой гвардии                                                             |
| Хуан Сюань               | Командующий Дэн, Командующий Оленьими (кавалерийскими) войсками Китая                |
| Юй Синьтянь (Вики Юй)    | Сяо Юй, лейтенант журавлиных войск                                                   |
| Лю Цюн                   | Ли Цин, лейтенант журавлиных войск                                                   |
| Нуман Акар               | Наджид, арабский наёмник                                                             |
| Джонни Чикко             | Риззетти, европейский наёмник                                                        |

## Критика
Фильм получил низкие оценки критиков — как англоязычных, так и пишущих на китайском языке. The Hollywood Reporter назвал «Великую стену» наименее занимательным и увлекательным фильмом в карьере и Имоу, и Деймона. Из-за низкого рейтинга фильма на китайских аналогах Imdb.com правительственная газета «Жэньминь жибао» обвинила данные сайты в подрыве национальной киноиндустрии, после чего некоторые рейтинги были отозваны. В России Михаил Трофименков счёл фильм «дурацким» и определил его как «неприхотливый мультик».    
Актёрский состав ещё до выхода фильма вызвал много споров в США, где лево-прогрессивные активисты активно борются за то, чтобы в фильмах персонажей, которые являются азиатами, индейцами или чернокожими, не играли белые актёры. Так у них вызвало возмущение, что в фильме, где основные действия происходят в историческим Китае, главными героями выступают белые актёры, а персонаж Мэтта Деймона выступает спасителем Китая. На этом основании фильм обвинили в расизме и продвижении белого превосходства над небелыми народами. В ответ на обвинения режиссёр заявил, что обвиняющие его фильм в белом превосходстве «сами слабо опираются на факты». Чжан считает, что фильм продвигает ровно противоположные идеи того, в чём его обвиняют; китайская цивилизация в фильме представлена как цитадель развитой культуры и передовых технологий, а белые персонажи наоборот неоднозначные личности, в процессе истории герой Деймона наблюдает за мужеством китайцев и их верностью своим идеалам, что заставляет героя самого измениться в лучшую сторону. Режиссёр также заметил, что фильм глубоко пропитан китайской культурой и восточной философией, которые может наблюдать западный зритель, и желает дальше продвигать подобные фильмы на международном прокате, а подобные обвинения наносят вред китайской индустрии, а значит, и продвижению азиатских актёров (притом что обвиняющие убеждены в том, что защищают азиатов).